# Конвой №5012
Конвой № 5012 — японський конвой часів Другої світової війни, проведення якого відбувалось у грудні 1943-го.
Вихідним пунктом конвою був атол Трук у центральній частині Каролінських островів, де ще до війни створили головну базу японського ВМФ у Океанії, з якої до лютого 1944-го провадились операції в цілому ряді архіпелагів. Пунктом призначення став атол Кваджелейн, де була головна японська база на Маршаллових островах.
До складу конвою увійшли переобладнаний канонерський човен «Дайдо-Мару» та транспорт «Татебе-Мару», тоді як охорону забезпечував допоміжний тральщик Wa-6.
На початку грудня 1943-го загін полишив Трук та попрямував на схід. У другій половині 4 грудня в районі за вісім сотень кілометрів від вихідного пункту (дещо менш ніж за дві сотні кілометрів на північний схід від острова Понпеї) конвой побачив на своєму радарі на відстані понад 16 км американський підводний човен USS Apogon. Субмарина занурилась та розпочала зближення, що тривало півтори години. Нарешті USS Apogon зайняв положення для атаки та з дистанції близько кілометра дав залп із трьох торпед, дві з яких уразили «Дайдо-Мару». Японський корабель затонув за 8 хвилин.
Після атаки японці скинули 16 глибинних бомб, проте не змогли завдати шкоди американському кораблю.